# Басет (Небраска)
Басет (енгл. Bassett) град је у америчкој савезној држави Небраска.

## Демографија
По попису из 2010. године број становника је 619, што је 124 (-16,7%) становника мање него 2000. године.
| Група             | 2000.       | 2010.       |
| Белци             | 729 (98,1%) | 608 (98,2%) |
| Афроамериканци    | 0 (0,0%)    | 0 (0,0%)    |
| Азијати           | 2 (0,3%)    | 2 (0,3%)    |
| Хиспаноамериканци | 5 (0,7%)    | 1 (0,2%)    |
| Укупно            | 743         | 619         |